# Giuseppe Ticli
Giuseppe Ticli (Vizzolo Predabissi, 5 de abril de 1979-18 de enero de 2024) fue un futbolista italiano que jugó en la posición de centrocampista.

## Carrera

### Club
| Periodo   | Club                               | Apariciones | Goles |
| --------- | ---------------------------------- | ----------- | ----- |
| 1999-2003 | Internazionale                     | 0           | 0     |
| 1999-2000 | → Calcio Padova (cedido)           | 29          | 4     |
| 2000–2001 | → AC Arezzo (cedido)               | 12          | 0     |
| 2001–2002 | AC Reggiana 1919                   | 14          | 2     |
| 2002      | → San Marino Calcio (cedido)       | 11          | 0     |
| 2002–2003 | Internazionale                     | 0           | 0     |
| 2002-2003 | → AC Monza (cedido)                | 31          | 0     |
| 2003-2007 | A. C. Milan                        | 0           | 0     |
| 2003–2004 | → AC Monza (cedido)                | 21          | 1     |
| 2004–2005 | → SS Virtus Lanciano 1924 (cedido) | 25          | 2     |
| 2005–2006 | → FC Catanzaro (cedido)            | 1           | 0     |
| 2006–2007 | → Pro Patria Calcio (cedido)       | 34          | 0     |
| 2008      | AC Pavia                           | 4           | 0     |

### Selección nacional
Jugó para Italia U20 en cuatro ocasiones de 1998 a 1999.